# 하와이 온천

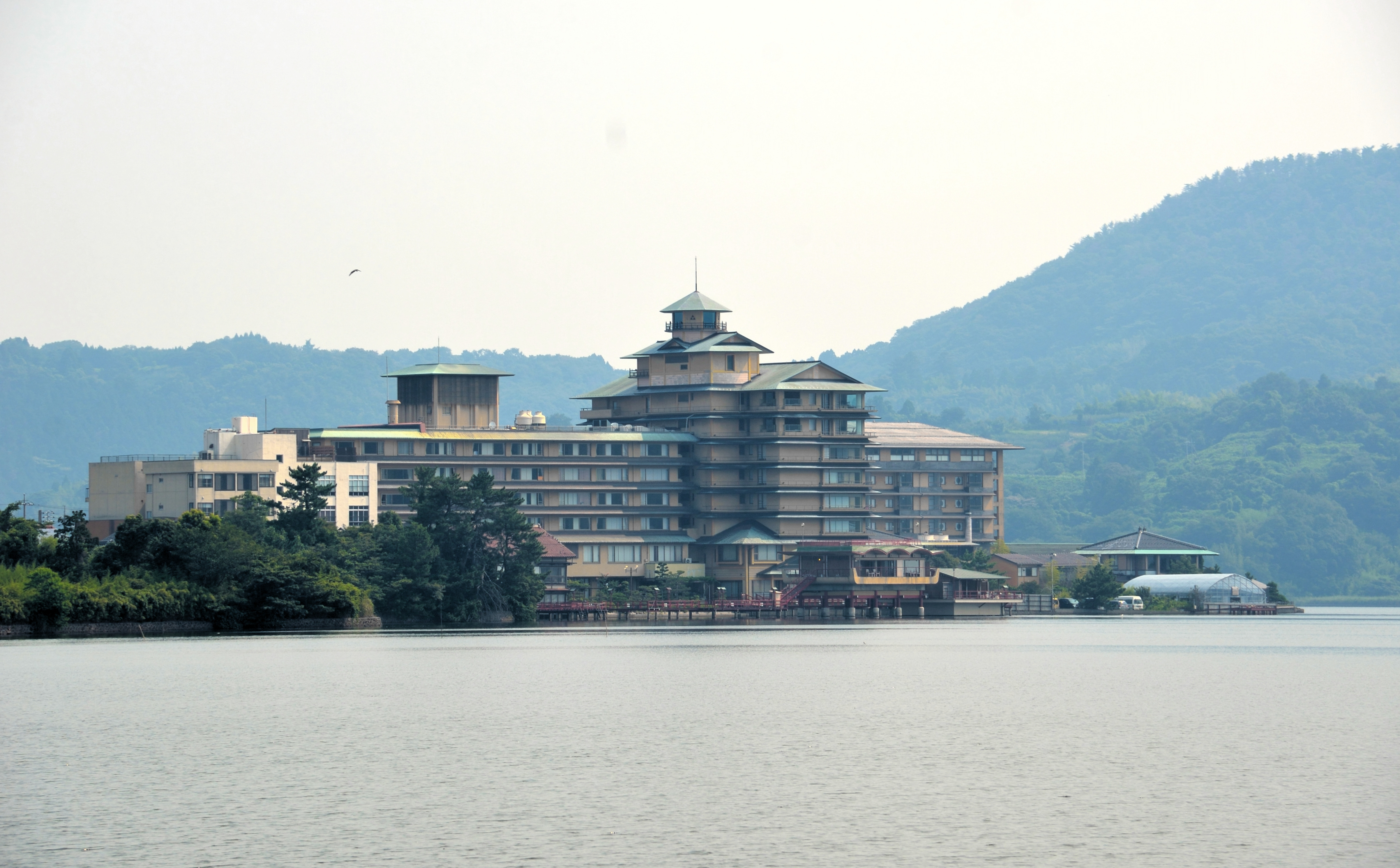
하와이 온천

하와이 온천(일본어: はわい温泉)은 일본 돗토리현 도하쿠군 유리하마정에 있는 온천이다.